# Phyllonorycter obandai
Phyllonorycter obandai is een vlinder uit de familie mineermotten (Gracillariidae). De wetenschappelijke naam van deze soort is voor het eerst geldig gepubliceerd in 2006 door De Prins & Mozuraitis.
De soort komt voor in tropisch Afrika.